# الجرعة البشرية المعادلة
الجرعة البشرية المعادلة الجرعة التي يظهر فيها التأثير المعادل على البشر، مقارنة بحيوان الاختبار.

## النماذج الحيوانية في الكيمياء والطب
تستخدم النماذج الحيوانية في دراسة طبيعة الأمراض وتشخيصها وعلاجها، وتنجح في توقع السمية الدوائية بنسبة تصل إلى 71%.